# 庄司浩平
庄司 浩平（しょうじ こうへい、1999年〈平成11年〉10月28日 - ）は、日本の俳優。東京都出身。オスカープロモーション所属。同事務所の男劇団 青山表参道Xのメンバー。

## 略歴
- 2019年10月、男劇団 青山表参道Xのメンバーに加入[2]。
- 2020年6月より、特撮ドラマ『魔進戦隊キラメイジャー』で、追加戦士のクリスタリア宝路 / キラメイシルバー 役でテレビドラマ初出演[4][5][2][3]。
- 2024年11月より、特撮ドラマ『仮面ライダーガヴ』でグラニュート・ラーゲ9 / 仮面ライダーヴラム 役で出演、東映特撮作品で2度目の変身ヒーローを演じる[6]。

## 人物
- 趣味は歌謡曲・料理・バスケットボール[1]。
- 歌謡曲でも昭和歌謡好きを公言しており、特に山口百恵、アリス、河合奈保子、沢田研二のファン[7]。『キラメイジャー』のキャラクターソング「ワンダー守護神」は、山口百恵の歌の作詞・作曲を多く手掛けている阿木燿子と宇崎竜童が作詞・作曲を担当したと知った時は、1人でひたすら興奮しまくっていたという[2]。
- スーパー戦隊シリーズや仮面ライダーシリーズは詳しくなく、『ふたりはプリキュア』のキュアブラックのことをカッコいいと思っていたという[2][3]。

## 受賞歴
2025年
- 第49回エランドール賞 アクターズセミナー優秀賞

## 出演

### テレビドラマ
- 魔進戦隊キラメイジャー エピソード12 - エピソードFINAL（2020年6月28日 - 2021年2月28日、テレビ朝日） - クリスタリア宝路 / キラメイシルバー 役[4][5]
- ザ・モキュメンタリーズ 〜カメラがとらえた架空世界〜 第8話「仮想俳優A」（2021年4月26日、WOWOW[注 1]） - 最明寺明 役
- JKからやり直すシルバープラン 第4話（2021年12月1日、テレビ東京） - 西田 役[9]
- 絶対BLになる世界VS絶対BLになりたくない男 シーズン2（2022年3月20日、CSテレ朝チャンネル1） - 青柳 役[10]
- サワコ 〜それは、果てなき復讐 第1話 - 第5話（2022年10月2日 - 30日、BS-TBS） - 大津慎司 役[11]
- 君とゆきて咲く〜新選組青春録〜（2024年4月25日 - 9月12日、テレビ朝日） - 斎藤一 役[12]
- 科捜研の女 season24 第8話（2024年8月28日、テレビ朝日） - 長谷部拓海 役[13][14]
- 仮面ライダーガヴ 第12話 -（2024年11月24日 - 、テレビ朝日） - ラキア・アマルガ / ラーゲ9 / 仮面ライダーヴラム 役[6]
- ドラマ24 40までにしたい10のこと（2025年7月5日 - 、テレビ東京） - 田中慶司 役[15]

### ウェブドラマ
- 伊豆箱根の13人（2022年1月9日・10日・14日、全3話、YouTube） - 修善寺 役
- 愛の掛け惨（2024年4月15日、全30話、BUMP） - 鷹夫 役[16]

### 映画
- 魔進戦隊キラメイジャー THE MOVIE ビー・バップ・ドリーム（2021年2月20日、東映） - クリスタリア宝路 / キラメイシルバー 役[17]
- おそ松さん（2022年3月25日、東宝） - ホスト 役[18]
- 仮面ライダーガヴ お菓子の家の侵略者（2025年7月25日、東映） - ラキア・アマルガ / 仮面ライダーヴラム 役[19]

### オリジナルビデオ
- スーパー戦隊シリーズ（東映ビデオ）
  - 魔進戦隊キラメイジャーVSリュウソウジャー（2021年8月4日） - クリスタリア宝路 / キラメイシルバー 役[20]
  - テン・ゴーカイジャー（2022年3月9日） - クリスタリア宝路 役[21]
  - 機界戦隊ゼンカイジャーVSキラメイジャーVSセンパイジャー（2022年9月28日） - クリスタリア宝路 / キラメイシルバー 役[22][23]

### 舞台
- 演歌ミュージカル『明日に唄えば～清き一曲お願いします～』（2022年3月26日 - 30日、東京芸術劇場 シアターウエスト） - 伊賀 役[24]
- 朗讀劇『極楽牢屋敷』（木下半太版四谷怪談）（2023年8月20日、サンシャイン劇場）[25]

### テレビ番組
- NHK高校講座 数学A（2023年4月7日 - 、NHK Eテレ）
- NHK俳句（2024年4月6日 - 、NHK Eテレ）

### MV
- 藤原さくら「話そうよ」（2023年5月17日）

### ゲーム
- 仮面ライダーバトル ガンバレジェンズ（2025年1月23日、アーケード） - 仮面ライダーヴラム 役[26]

### 玩具
- 魔進戦隊キラメイジャー キラメイチェンジャー -MEMORIAL EDITION-（2022年11月）
- 仮面ライダーガヴ DXプリンテゴチゾウ（2025年6月21日）
- 仮面ライダーガヴ DXおしゃべりゴチゾウセット07（2025年7月）

## 書籍

### 写真集
- 知らず知らずのうちにここにいて、（2021年4月19日、東京ニュース通信社）ISBN 978-4-86701-247-5 [27]

## ディスコグラフィ

### キャラクターソング
| 発売日         | 商品名                                                  | 歌                           | 楽曲               | 備考                                                     |
| -------------- | ------------------------------------------------------- | ---------------------------- | ------------------ | -------------------------------------------------------- |
| 2020年12月23日 | 魔進戦隊キラメイジャー キャラクターソングアルバム       | クリスタリア宝路（庄司浩平） | 「ワンダー守護神」 | テレビドラマ『魔進戦隊キラメイジャー』エンディングテーマ |
| 2021年2月10日  | 魔進戦隊キラメイジャー 全曲集 めっちゃ輝煌（きこう）ぜ! | クリスタリア宝路（庄司浩平） | 「ワンダー守護神」 | テレビドラマ『魔進戦隊キラメイジャー』エンディングテーマ |
| 2025年4月22日  | A ray of light                                          | ラキア・アマルガ（庄司浩平） | 「A ray of light」 | 特撮テレビドラマ『仮面ライダーガヴ』関連曲               |